# Rai 5
Rai 5 es un canal de televisión abierta italiano, quinto canal público de la RAI, la empresa de radiodifusión estatal de Italia. Su programación es semigeneralista, con mayor atención a los documentales, espacios culturales y de entretenimiento. El canal está gestionado por Rai Cultura.

## Historia
Rai anunció sus planes para crear un quinto canal semigeneralista en 2009, con el que ampliarían su oferta en la televisión digital terrestre. Tras debatir durante un año los contenidos que emitiría, finalmente se optó por una cadena cultural con espacios de entretenimiento, en sustitución del canal por satélite Rai Extra. El anuncio oficial tuvo lugar el 27 de abril de 2010 y además se desveló que sería la televisión oficial de la Exposición Internacional de Milán 2015.
Rai 5 comenzó sus emisiones el 26 de noviembre de 2010, coincidiendo con el apagón analógico en las regiones de Lombardía y Piamonte. Su primer director fue Pasquale D'Alessandro. La programación del canal alterna los documentales, entretenimiento y eventos culturales desde varias especialidades.
Desde el 19 de septiembre de 2016 emite en alta definición en la plataforma de televisión por satélite no encriptada Tivùsat. Junto al inicio de las transmisiones en HD también comenzó a transmitir sus programas en formato panorámico (16:9) igual que el resto de canales de Rai.

## Programación
La programación está dirigida a un público exigente y abarca distintos aspectos de la cultura como: el arte, entretenimiento, viajes, música, danza, moda, teatro, nuevas tecnologías, documentales y cine alternativo.

### Programas
- Concerti di musica classica
- Concerti di musica jazz e rock (programación nocturna)
- Cool Tour
- Danza
- David Letterman Show
- Film doc
- Ghiaccio bollente
- I grandi della letteratura italiana
- La libertà di Bernini
- Opera lírica
- Petruška
- Scaramouche Scaramouche
- Teatro

### Documentales
- Acqua, un pianeta che ha sete
- Andy Wharol's Factory People
- Annie Leibovitz Life Through a Lens
- Art of... Germania
- Art of... Russia
- Art of... Paesi Bassi
- Contemporary tango
- Divini devoti
- Earth: la potenza del pianeta
- Gli impressionisti
- Grandi giardini d'Italia
- Grandi giardini di Francia
- Horizon
- I diari della scultura
- I meccanismi della natura
- I tesori dell'architettura
- Il giro del mondo in 80 meraviglie
- Il popolo dei cieli
- Il popolo degli oceani
- Inventare il tempo
- La grande barriera corallina
- La nascita dei continenti
- La Terra vista dal cielo
- Lo strano mondo dei materiali
- Mari del Sud
- Planet Ocean
- Pop, viaggio dentro una canzone!
- Storia e splendore dei palazzi reali
- The art of America
- This Is Opera
- Ubiq
- Un anno nelle terre selvagge
- Virtual Revolution
- Wild Italy
- Yellowstone

## Logotipos

2010-2017
Desde 2017

## Director
| Nombre                | Periodo                                            |
| --------------------- | -------------------------------------------------- |
| Pasquale D'Alessandro | 26 de noviembre de 2010 - 20 de julio de 2011      |
| Massimo Ferrario      | 20 de julio de 2011 - 19 de septiembre de 2013     |
| Pasquale D'Alessandro | 19 de septiembre de 2013 - 21 de noviembre de 2017 |
| Piero Corsini         | desde 22 de noviembre de 2017                      |

## Audiencias
|      | Enero  | Febrero | Marzo  | Abril  | Mayo   | Junio  | Julio  | Agosto | Septiembre | Octubre | Noviembre | Diciembre | Media anual |
| ---- | ------ | ------- | ------ | ------ | ------ | ------ | ------ | ------ | ---------- | ------- | --------- | --------- | ----------- |
| 2013 | 0,35 % | 0,29 %  | 0,26 % | 0,32 % | 0,32 % | 0,38 % | 0,36 % | 0,39 % | 0,36 %     | 0,33 %  | 0,29 %    | 0,31 %    | 0,33 %      |
| 2014 | 0,28 % | 0,22 %  | 0,20 % | 0,22 % | 0,23 % | 0,26 % | 0,29 % | 0,34 % | 0,29 %     | 0,25 %  | 0,28 %    | 0,38 %    | 0,27 %      |
| 2015 | 0,30 % | 0,25 %  | 0,28 % | 0,30 % | 0,28 % | 0,30 % | 0,30 % | 0,37 % | 0,22 %     | 0,22 %  | 0,24 %    | 0,30 %    | 0,28 %      |
| 2016 | 0,27 % | 0,27 %  | 0,29 % | 0,28 % | 0,31 % | 0,36 % | 0,39 % | 0,42 % | 0,41 %     | 0,39 %  | 0,38 %    | 0,37 %    | 0,34 %      |
| 2017 | 0,37 % | 0,36 %  | 0,41 % | 0,39 % | 0,42 % | 0,42 % | 0,45 % | 0,54 % | 0,40 %     | 0,45 %  | 0,39 %    | 0,40 %    | 0,42 %      |
| 2018 | 0,44 % | 0,37 %  | 0,36 % | 0,37 % | 0,38 % | 0,38 % | 0,45 % |        |            |         |           |           |             |

Fuente : Auditel
Leyenda :
Fondo verde : Mejor resultado histórico.
Fondo rojo : Peor resultado histórico.